# Georges Prost (résistant)
Cet article concerne le Compagnon de la Libération français. Pour le footballeur français, voir Georges Prost (footballeur).
Pour les articles homonymes, voir Prost.
Georges Prost, né le 26 mai 1915 à Foussemagne et Mort pour la France le 7 août 1964 à Guémar, est un militaire et résistant français, Compagnon de la Libération. 

## Biographie

### Jeunesse et formation
Fils d'un lieutenant d'infanterie, Georges Prost naît le 26 mai 1915 à Foussemagne, alors dans l'arrondissement de Belfort. Il grandit en Allemagne où son père sert dans l'armée d'occupation de la Rhénanie avant d'étudier à Belfort dans un institut marianiste où il obtient son baccalauréat.
En 1935, il s'engage dans l'armée et est affecté au 35e régiment d'infanterie. Volontaire pour servir au Levant, il débarque à Beyrouth en 1938 et s'y trouve encore lorsqu'éclate la seconde guerre mondiale.

### Seconde Guerre mondiale
Ne participant pas à la bataille de France, il se trouve en Syrie quand est signé l'armistice du 22 juin 1940 et reste affecté à l'armée d'armistice tout en songeant à poursuivre le combat. L'occasion lui en est donné lors de la campagne de Syrie en 1941. Rejoignant alors les forces françaises libres, il est promu aspirant et affecté à la 22e compagnie nord-africaine, subordonnée à la 1re brigade française libre du général Kœnig. Au sein de cette unité, il prend part à la guerre du désert en Libye où il participe à la bataille de Bir Hakeim en  mai et juin 1942, puis en Égypte où il combat lors de la seconde bataille d'El Alamein en octobre suivant.
Promu sous-lieutenant en mars 1943, il participe à la campagne de Tunisie à l'issue de laquelle la 22e compagnie nord-africaine est renforcée et devient le 22e bataillon de marche nord-africain. Il participe à la campagne d'Italie à partir d'avril 1944 et s'y illustre tout particulièrement lors de la bataille du Garigliano, obtenant une citation à l'ordre du corps d'armée pour avoir remplacé son chef blessé, puis une seconde à l'ordre de l'armée pour sa conduite générale au feu. Débarquant en Provence en août 1944, il est engagé dans la bataille de Toulon et suis l'avancée de son unité dans la Libération de la France jusqu'à sa région d'origine. Promu lieutenant en octobre 1944, il obtient une permission pour Noël et peut retourner dans son village natal, à seulement quelques kilomètres du front, et passer du temps avec sa famille qu'il n'a pas revu depuis six ans. De retour dans son unité, il prend part à la bataille d'Alsace.
Le 23 janvier 1944, il combat au nord du village d'Illhaeusern. Alors qu'il mène sa section à proximité de la maison forestière de Junghurst, sur le territoire de la commune de Guémar, il est tué par balle,. D'abord inhumé à Obernai, il est ensuite réinhumé à Montreux-Château.

## Décorations
|  |  |  |  |  |  |  |  |  |
|  |  |  |  |  |  |  |  |  |

| Officier de la Légion d'Honneur         | Officier de la Légion d'Honneur | Officier de la Légion d'Honneur | Compagnon de la Libération Par décret du 17 novembre 1945 | Compagnon de la Libération Par décret du 17 novembre 1945 | Compagnon de la Libération Par décret du 17 novembre 1945 | Croix de guerre 1939-1945 Avec une palme et une étoile de vermeil | Croix de guerre 1939-1945 Avec une palme et une étoile de vermeil | Croix de guerre 1939-1945 Avec une palme et une étoile de vermeil |
| Médaille commémorative de Syrie-Cilicie |                                 |                                 |                                                           |                                                           |                                                           |                                                                   |                                                                   |                                                                   |

## Hommages
- À Montreux-Château, son nom est inscrit sur le Monument aux Morts de la commune[6].
- À Besançon, son nom figure sur le Monument de la Libération[7].